# Guido de Montpellier
Guido de Montpellier (1160-1209) fue el fundador de la Orden de los Hospitalarios del Espíritu Santo hacia 1180, creada con el fin de acoger a niños abandonados, a pobres y enfermos. La Orden fue reconocida oficialmente por el papa Inocencio III el 23 de abril de 1198. Reconocido como beato por el Papa Francisco a través de la carta apostólica en forma de «Motu proprio» Fide incensus.

## Familia
Guido fue el cuarto hijo de Guillermo VII de Montpellier, de la dinastía de los Guillermo, señores de dicha ciudad. Parece haber iniciado su educación con los Templarios, para abandonarla relativamente joven. Era hermano menor de Guillermo VIII de Montpellier (1157-1202).

## Las Órdenes Hospitalarias en elsigloXII
El establecimiento de confraternidades de Órdenes religiosas destinadas a aliviar las penas de los enfermos conoció en la Europa del siglo XII un importante desarrollo, explicable por el impulso demográfico que conoció este periodo. En ese movimiento, Guillermo V de Montpellier fundó a mediados de siglo la Orden de Hermanos Hospitalarios del Espíritu Santo. Su nieto Guido la reactivó años más tarde, abriendo un hospital en Montpellier, dedicado al Espíritu Santo.
Esta Orden, que prendió rápidamente en Francia, sometida a la Regla de san Agustín, fue aprobada el 23 de abril de 1198 por bula de Inocencio III. En 1204, Inocencio III hace construir en Roma un hospital, con el nombre de Santa María de Sassia. Guido es llamado a Roma para hacerse cargo de este hospital, que se llama desde entonces Hospital del Espíritu Santo de Sassia. El ejemplo dado por el papa es imitado en toda Europa. Así, numerosas ciudades tendrán un hospital del Espíritu Santo, aunque no todos los de este nombre pertenezcan a la Orden de Guido.

## Una caridad universal
El hospital del Espíritu Santo es un hospital que recibe y cuida todas las miserias. Este establecimiento, el primero construido en Montpellier, estaba situado en el barrio de Pyla-Saint-Gély, y fue destruido en 1562 por los calvinistas durante las guerras de religión.
El objetivo de Guido era reproducir el ideal divino de la caridad universal para alivio de todas las miserias, con un carácter holístico, o sea global. Recogía a los niños, se ocupaba de su educación, daba hospitalidad a personas de toda condición. Su fe iba más allá del aspecto puramente caritativo de asistencia; era concebida como un acto de justicia.

## Guido visto por los historiadores
Joulien Rouquette y Agustín Villenague describen a Guido como el San Vicente de Paul de Montpellier del siglo XII, que inspiró a los fundadores de los lazaristas o las hermanas de la Caridad, y cuya gloria habría sido eclipsada por un Domingo de Guzmán o un Francisco de Asís.
Entre Guido a Vicente encuentran muchas similitudes, y lamentan el olvido en que ha caído, incluso entre los habitantes de su villa natal.

## Reconocimiento del Papa Francisco
El Papa Francisco el 18 de mayo de 2024, a través de la Carta Apostólica en forma de "Motu proprio" titulada "Fide incensus" concede a todas las órdenes, congregaciones y comunidades que se inspiran en el carisma del Santo Espíritu en Sassia, que el Hermano Guido de Montpellier sea reconocido con el título litúrgico de beato. El documento publicado en lengua italiana expone:
Por lo tanto, con nuestra autoridad Apostólica, inscribimos en el catálogo de los Beatos a Guido de Montpellier cuya memoria, con la Liturgia de las Horas y la Celebración eucarística a situarse el 7 de febrero, disponemos que sea en tal día obligatoria para las Órdenes, las Congregaciones y los Institutos del Santo Espíritu en Sassia, así como para los Institutos que se inspiran en el carisma de Guido. 
De este modo el hasta entonces siervo de Dios, es reconocido como beato, gozando de este modo de todos los atributos que el título le confiere a su memoria litírgica dentro de las comunidades inspiradas por él.